# Grayson Allen
Grayson James Allen (Jacksonville, Florida, 8 de octubre de 1995) es un baloncestista estadounidense que pertenece a la plantilla de los Phoenix Suns de la NBA. Con 1,93 metros de estatura, juega en la posición de escolta.

## Trayectoria deportiva

### Primeros años
Jugó durante su etapa de instituto en el Providence School de su ciudad natal, con los que consiguió un balance de 90 victorias y 10 derrotas, llevándolos a un título estatal. En su temporada sénior promedió 22,8 puntos, 6,7 rebotes, 4,2 asistencias y 1,7 robos. Ese año fue además elegido para disputar el prestigioso McDonald's All-American Game, donde ganó el concurso de mates imponiéndose al que luego sería su compañero en Duke, Jahlil Okafor, y el Jordan Brand Classic, en el que logró 7 puntos, 4 rebotes y 1 asistencias.

### Universidad
Jugó cuatro temporadas con los Blue Devils de la Universidad de Duke, en las que promedió 14,1 puntos, 3,2 rebotes, 3,0 asistencias y 1,0 robos de balón por partido. En 2015 se proclamó con su equipo campeón de la NCAA tras derrotar en la final a Wisconsin, en un partido en el que, saliendo desde el banquillo, consiguió 16 puntos y 2 rebotes. Fue incluido en el mejor quinteto de la Final Four.
En 2016 fue incluido en el mejor quinteto de la Atlantic Coast Conference, mientras que en 2018 lo fue en el tercero.

#### Estadísticas
| Año     | Equipo | PJ  | PT | MPP  | %TC  | %3P  | %TL  | RPP | APP | ROB | TPP | PPP  |
| ------- | ------ | --- | -- | ---- | ---- | ---- | ---- | --- | --- | --- | --- | ---- |
| 2014–15 | Duke   | 35  | 0  | 9.2  | .425 | .346 | .849 | 1.0 | .4  | .3  | .1  | 4.4  |
| 2015–16 | Duke   | 36  | 35 | 36.6 | .466 | .417 | .837 | 4.6 | 3.5 | 1.3 | .1  | 21.6 |
| 2016–17 | Duke   | 34  | 25 | 29.6 | .395 | .365 | .811 | 3.7 | 3.5 | .8  | .1  | 14.5 |
| 2017–18 | Duke   | 37  | 37 | 35.6 | .418 | .370 | .850 | 3.3 | 4.6 | 1.7 | .1  | 15.5 |
| Total   | Total  | 142 | 97 | 27.9 | .430 | .380 | .834 | 3.2 | 3.0 | 1.0 | .1  | 14.1 |

### Profesional

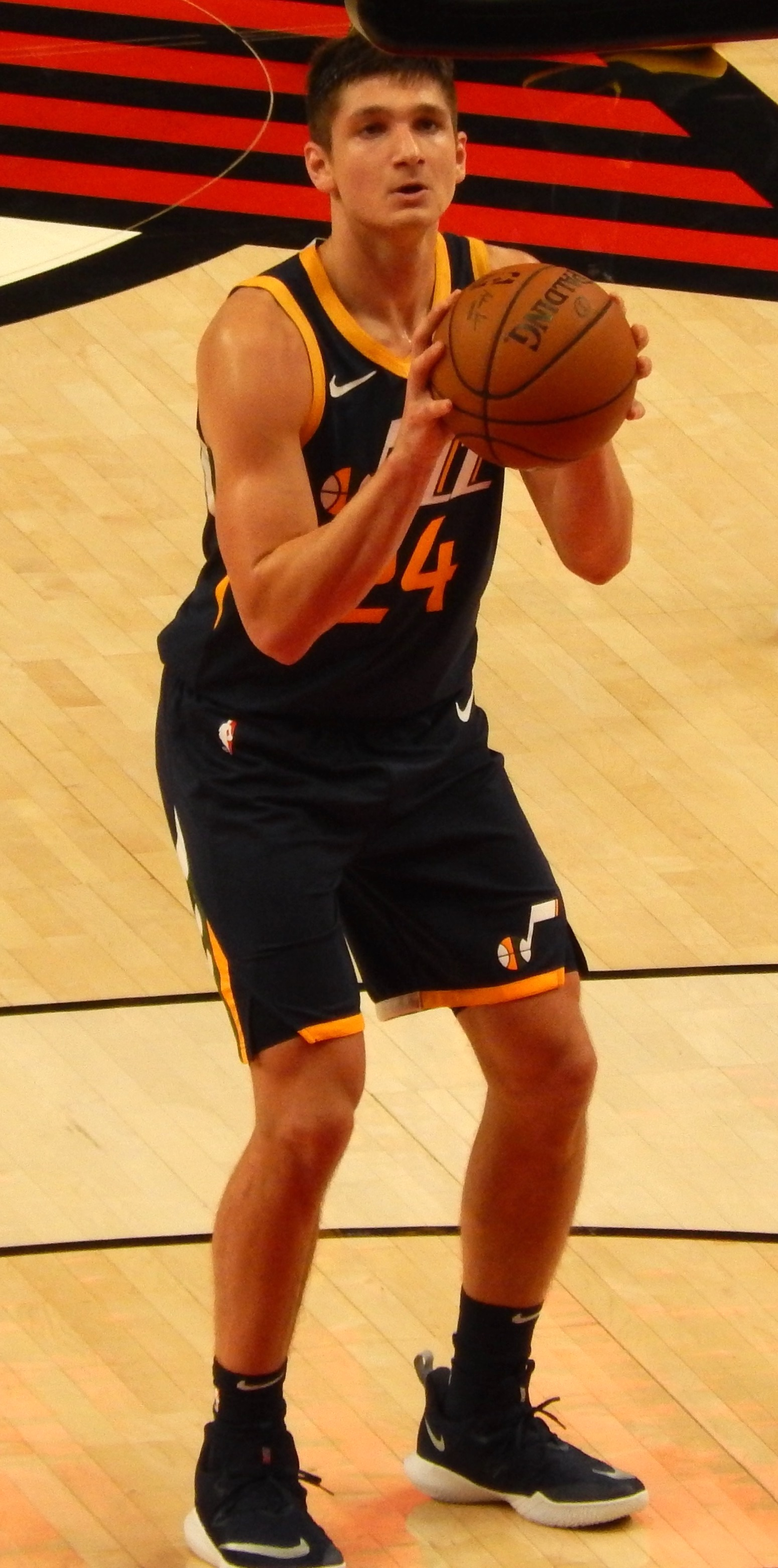
Allen con los Jazz en 2018.

Fue elegido en la vigésimo primera posición del Draft de la NBA de 2018 por Utah Jazz.
Tras su primera temporada como profesional con los Utah Jazz, el 19 de junio de 2019, fue traspasado a Memphis Grizzlies, junto a Jae Crowder y Kyle Korver a cambio de Mike Conley.
Después de dos temporadas en Memphis, el 6 de agosto de 2021, es traspasado a Milwaukee Bucks a cambio de Sam Merrill. El 18 de octubre de 2021, acuerda una extensión de contrato con los Bucks por 2 años y $20 millones. Durante su primera temporada en Milwaukee, el 21 de enero de 2022 ante Chicago Bulls, golpea fuertemente a Alex Caruso que se fractura la muñeca, acción por la cual sería sancionado con un partido de suspensión.
Tras dos temporadas en Milwaukee, el 27 de septiembre de 2023, es traspasado a Phoenix Suns en un intercambio entre tres equipos.
Al término de su primera temporada en Phoenix regular finaliza con el mejor porcentaje de acierto de triples de la liga (46%).

## Estadísticas de su carrera en la NBA
|  | Líder de la liga |

### Temporada regular
| Año     | Equipo    | PJ  | PT  | MPP  | %TC  | %3P  | %TL  | RPP | APP | ROB | TPP | PPP  |
| ------- | --------- | --- | --- | ---- | ---- | ---- | ---- | --- | --- | --- | --- | ---- |
| 2018-19 | Utah      | 38  | 2   | 11.0 | .376 | .323 | .750 | .6  | .7  | .2  | .2  | 5.6  |
| 2019-20 | Memphis   | 38  | 0   | 18.9 | .466 | .404 | .867 | 2.2 | 1.4 | .3  | .1  | 8.7  |
| 2020-21 | Memphis   | 50  | 38  | 25.2 | .418 | .391 | .868 | 3.2 | 2.2 | .9  | .2  | 10.6 |
| 2021-22 | Milwaukee | 66  | 61  | 27.3 | .448 | .409 | .865 | 3.4 | 1.5 | .7  | .3  | 11.1 |
| 2022-23 | Milwaukee | 72  | 70  | 27.4 | .440 | .399 | .905 | 3.3 | 2.3 | .9  | .2  | 10.4 |
| 2023-24 | Phoenix   | 75  | 74  | 33.5 | .499 | .461 | .878 | 3.9 | 3.0 | .9  | .6  | 13.5 |
| 2024-25 | Phoenix   | 64  | 7   | 24.1 | .448 | .426 | .816 | 3.0 | 2.1 | .8  | .3  | 10.6 |
| Total   | Total     | 403 | 252 | 25.4 | .451 | .414 | .857 | 3.0 | 2.0 | .7  | .3  | 10.5 |

### Playoffs
| Año   | Equipo    | PJ | PT | MPP  | %TC  | %3P  | %TL   | RPP | APP | ROB | TPP | PPP  |
| ----- | --------- | -- | -- | ---- | ---- | ---- | ----- | --- | --- | --- | --- | ---- |
| 2019  | Utah      | 2  | 0  | 7.0  | .286 | .000 | .714  | .5  | .0  | .0  | .0  | 4.5  |
| 2021  | Memphis   | 5  | 0  | 23.2 | .364 | .381 | .000  | 2.6 | .2  | .4  | .2  | 6.4  |
| 2022  | Milwaukee | 12 | 5  | 25.4 | .451 | .396 | .636  | 2.9 | 1.3 | .7  | .3  | 8.3  |
| 2023  | Milwaukee | 5  | 5  | 29.9 | .463 | .483 | .857  | 2.4 | 1.8 | .4  | .0  | 11.6 |
| 2024  | Phoenix   | 2  | 2  | 21.3 | .200 | .200 | 1.000 | 4.0 | 1.0 | .5  | .0  | 3.5  |
| Total | Total     | 26 | 12 | 24.1 | .423 | .396 | .733  | 2.7 | 1.0 | .5  | .2  | 7.9  |

### Redes sociales
- Grayson Allen en X (antes Twitter)
- Grayson Allen en Instagram

- Datos: Q19864618
- Multimedia: Grayson Allen / Q19864618